# Ctenactis albitentaculata
Espèce
Statut CITES
Ctenactis albitentaculata est une espèce de coraux appartenant à la famille des Fungiidae.

## Description et caractéristiques

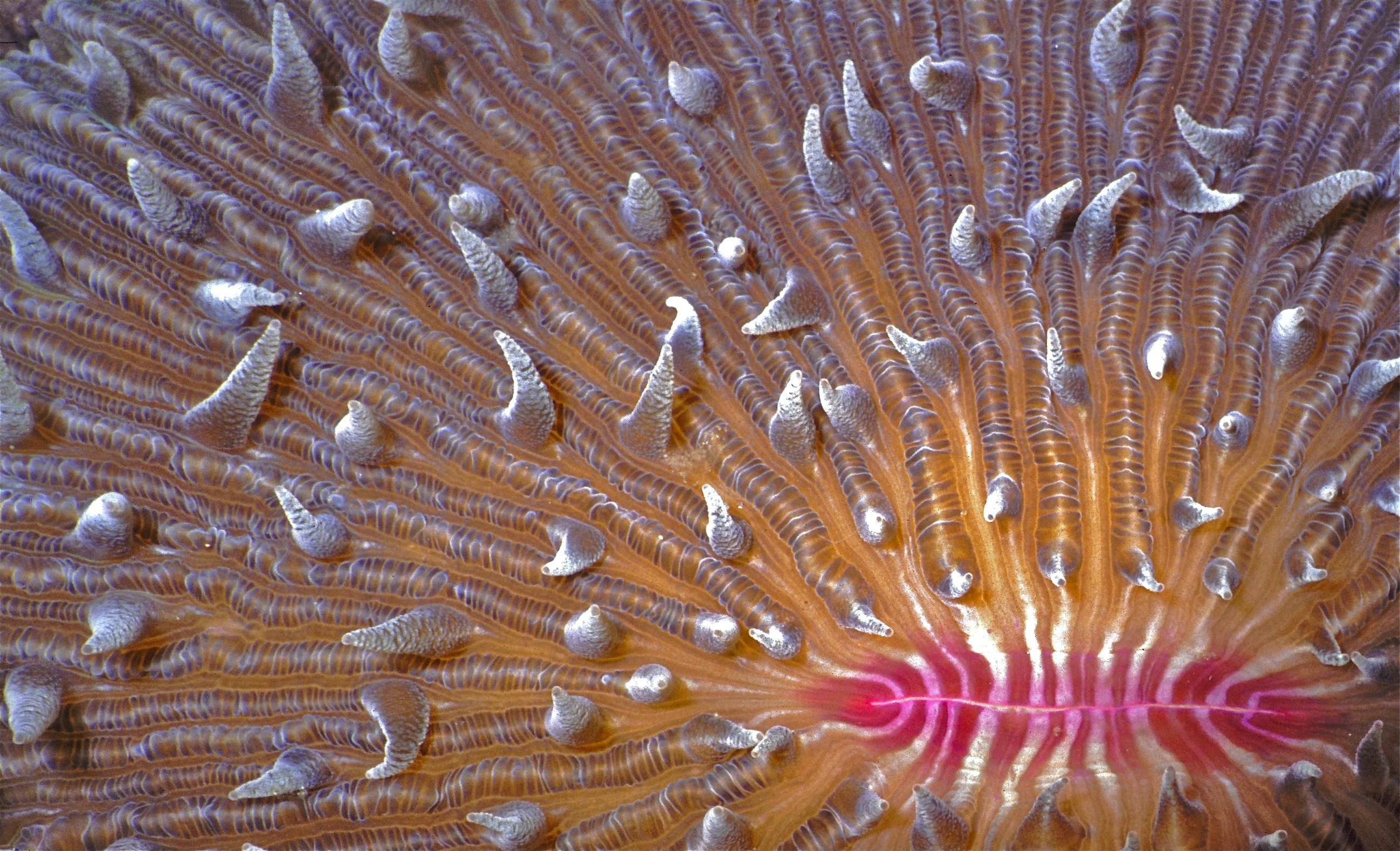
Détail de l'animal